# IGA U.S. Indoor Championships 2001
L'IGA U.S. Indoor Championships 2001 è stato un torneo di tennis giocato sul sintetico indoor. È stata la 16ª edizione del torneo, che fa parte della categoria Tier III nell'ambito del WTA Tour 2001. Si è giocato a Oklahoma City negli USA, dal 18 al 25 febbraio 2001.

## Campionesse

### Singolare
Monica Seles ha battuto in finale  Jennifer Capriati con il punteggio di 6–3, 5–7, 6–2

### Doppio
Amanda Coetzer /  Lori McNeil hanno battuto in finale  Janet Lee /  Wynne Prakusya con il punteggio di 6–3, 2–6, 6–0